# Памятник Петру I (Тула)
Памятник Петру Великому установлен в городе Туле — на улице Советской, непосредственно перед зданием управления Тульского оружейного завода, основание которого связано с именем первого российского императора.
Открытие памятника было приурочено к 200-летию Тульского оружейного завода и состоялось в 1912 году. Автором является скульптор Р. Р. Бах. Первоначально памятник был установлен на территории завода, но в 1962 году был перенесен в сквер перед зданием управления завода и стал доступен для обозрения всем желающим.